# Rosenaustadion
Rosenaustadion, idrottsarena i Augsburg, Tyskland, som kan användas för fotboll och friidrott. Rosenaustadion har en publikkapacitet på 28.000 åskådare. Rosenaustadion är hemmaplan för FC Augsburg (2. Bundesliga). Stadion började byggas 1949 och invigdes år 1951.

## Externa länkar

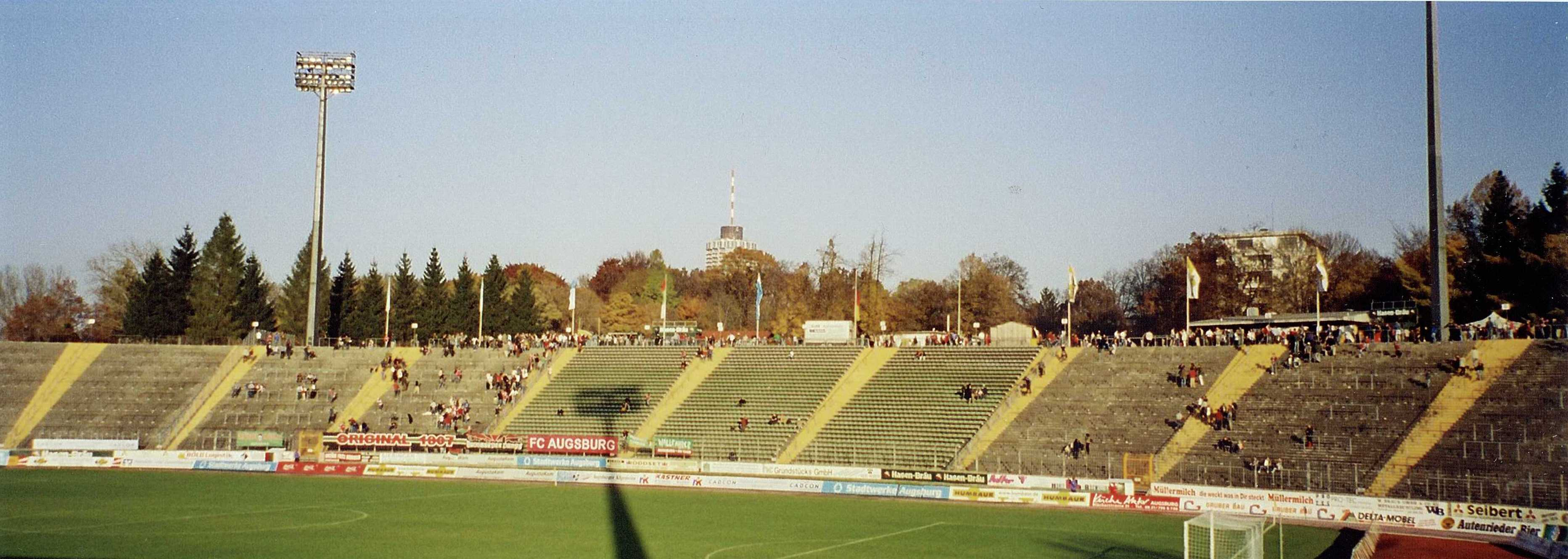
Rosenaustadion